# 夜間検証
夜間検証（やかんけんしょう）は、テレビ朝日系の2時間ドラマ「土曜ワイド劇場」で1997年2月22日に放送された作品。サブタイトルは「美人キャスター殺人事件」。原作は藤村耕造。主演は三浦友和で、制作はテレビ朝日と松竹である。

## 主な登場人物
飯島淳
演 - 三浦友和
横浜地検検事。妻とぜんそくが持病の息子と暮らしていたが、自らの浮気が原因で、妻と息子が家を出て行ってしまう。
加城亜矢
演 - 秋本奈緒美
横浜地検検事。淳とは司法試験を受ける頃から講師としてからの付き合いから始まって、現在は不倫関係。担当した事件の捜査内容に疑問を持つ。法廷では一度も負けた事がなく、その事が彼女を苦しめる。事件の夜間検証の最中、何者かに刺殺される。
古沢理恵
演 - 原久美子
賢太郎の妻。有名モデルだったが、1年前ひと回り年上の賢太郎と結婚している。
前川弁護士
演 - 草薙幸二郎
事件の被告の担当主任弁護士。被告の無罪を確信して、弁護に当たる。
祖父江しのぶ
演 - 安永亜衣
弁護士。前川が中心となる弁護団の一人。秘密主義は性に合わず、駆け引きよりも真実の追究が大事と考える。
立浪警部補
演 - 六平直政
神奈川県警刑事。
東谷俊彦
演 - 宇梶剛士
事件の被告。保釈されるも、不審な点が残る。
薬師寺聡美
演 - 星遥子
事件の被害者。職業はキャスター。
村田事務官
演 - 園田裕久
亜矢の担当事務官。亜矢の死後、淳の担当に。
宮村正樹
演 - 平泉成
横浜地検検事正。難航する裁判に、亜矢のサポートとして淳を加える事を決断する。
飯島幸子
演 - 未來貴子
淳の妻。夫の浮気に気付き、息子と一緒に自宅を出て行く。
古沢賢太郎
演 - 篠田三郎
東都大学文化人類学助教授。事件の証人として出廷するも、自主的に志願した事から、信憑性が疑われる。
その他
松井紀美江、森下哲夫、伊藤昌一、浅倉涼子、田村研作、高橋健太、中平良夫、青山伊津美

## スタッフ
- 原作 - 藤村耕造　｢夜間検証｣（角川書店　刊）
- 脚本 - 岡本克己
- 監督 - 長尾啓司
- 制作 - テレビ朝日、松竹